# Albert Steffen
Albert Steffen (Wynau, Bern kanton, 1884. december 10. – Dornach, Solothurn kanton, 1963. július 13.) svájci drámaíró, író, költő, festő, antropozófus.

## Életútja
1900–1904. Bernbe jár gimnáziumba.
1904-től apja kívánságára orvosnak tanul Lausanne-ban, ám azt abbahagyja.
21 éves korában, 1906-ban Berlinbe megy.
Ott hallgatja első ízben Rudolf Steiner egy előadását, majd elkezdi antropozófiai tanulmányait.
1908-ban Münchenbe költözik, 1920-ig ott lakik.
1914. Festészetet tanul Stanislas/Stanislaus Stückgoldnál, megismeri annak feleségét, az erdélyi születésű Veress Erzsébetet (1889–1961), aki német nyelvterületen Elisabeth néven volt ismert.
35 éves korában, 1920-ban Steffen Dornachba költözik Elisabethtel és lányával, Felicitasszal, annak gyógykezelése miatt.
Egy év múlva Rudolf Steiner felkéri a Das Goetheanum folyóirat szerkesztőjének.
1923. Vezetőségi tag lesz az Allgemeinen Anthroposophischen Gesellschaft-ban (Általános Antropozófiai Társaság), majd Steiner helyettese.
„Az volt a határozott benyomásom, hogy ebben a csendes emberben jelentős szellem lakozik.” (Göllner Mária)
1925-ben, Rudolf Steiner temetésekor Steffen mondta a búcsúbeszédet, és az év végétől ő kerül a Társaság élére.
1926-ban jelent meg a Göllner Mária által alapított Bizalom c. szemle első száma, amelynek címlapképét Albert Steffen rajzolta. Benne Steffen A szövetség megújítása c. kisregénye, Lengyel Lidy fordításában.
1929. A Kissvábhegyi Waldorf Iskola alapkőletételének ünnepségére Steffen személyesen látogatott Budapestre, és erre az alkalomra költeményt is írt.
„Az alapkőletétel ünnepsége az iskola parkjában játszódott le. Az enyhe ősz tündérfátyla fedte be a fákat, bokrokat és a késői virágokat. Senki sem sejtette, hogy néhány év múlva itt Hitler-csapatok és szovjet-brigádok vívják majd véres csatáikat, és a smaragdzöld füvet az elesettek holttestei borítják.” (Göllner Mária)
Steffen 1932-ben, majd utoljára 1935-ben jár Budapesten; ekkor feleségül veszi az özvegyen maradt Elisabeth-et, és örökbe fogadja lányát, Felicitas-t.
1937-ben Felicitas meghal.
1945-ben, a háború vége után parlamenti képviselők és a kantonok tanácsosai Albert Steffen vezetésével felhívást intéztek a svájci néphez (Aufruf an das Schweizervolk). Ebben Svájc időszerű feladatait körvonalazták, és minden svájcit felkértek, hogy vegyenek részt a munkában.
1961. Születésnapján meghal Elisabeth. Kis idővel ezután Steffen jobb kezében ideggyulladás keletkezett, de ennek ellenére is folytatta szerkesztői és írói tevékenységét.
1963 márciusában Steffen megalapítja a "Stiftung für Therapeutische Dichtung", magyarul Terápiás Költészeti Alapítványt, melyhez az anyagi támogatáson kívül átadta valamennyi műve szerzői jogát is.
1963. június 7-én Hans Reinhart költő-barátja temetése után hirtelen legyengül, és egy hónapon belül meghal.

## Művei

### Drámák
- Der Auszug aus Ägypten (1916)
- Die Manichäer (1916)
- Das Viergetier (1920)
- Hieram und Salomo (1925)
- Der Chef des Generalstabs (1927)
- Der Sturz des Antichrist (1928)
- Das Todeserlebnis des Manes (1934)
- Adonis-Spiel – Eine Herbstesfeier (1935)
- Friedenstragödie (1936)
- Fahrt ins andere Land (1938)
- Pestalozzi (1939); Pestalozzi (magánkiadás, 1968)
- Märtyrer (1942)
- Ruf am Abgrund (1943)
- Karoline von Günderode (1946)
- Barrabas (1949)
- Alexanders Wandlung (1953)
- Lin (1957)

### Regények
- Ott, Alois und Werelsche (cc1904)
- Lebensgeschichte eines jungen Menschen (1928)
- Wildeisen (1929)
- Sucher nach sich selbst (1931)
- Aus Georg Archibalds Lebenslauf (1950)
- Oase der Menschlichkeit (1954)
- Altmanns Memoiren (1956)
- 33 Jahre (1959)
- Mission der Poesie (1962)

### Verseskötetek
- Wegzehrung (1921)
- Gedichte (1931)
- Der Tröster (1935)
- Passiflora – Ein Requiem für Felicitas (1939)
- Wach auf, Du Todesschläfer! (1941)
- Epoche (1944)
- Spätsaal (1947)
- Am Kreuzweg des Schicksals (1952)
- Krankheit nicht zum Tode (1955)
- Steig auf den Parnass… (1960)
- Albert Steffen versei (Officina, 1943)

### Esszék
- Die Krisis im Leben des Künstlers (1922)
- Der Künstler zwischen Westen und Osten (1925)
- Begegnungen mit Rudolf Steiner, Mit einem Bildnis Rudolf Steiners (1926)
- Der Künstler und die Erfüllung der Mysterien (1928)
- Mani – Sein Leben und seine Lehre (1930)
- Goethes Geistgestalt (1932)
- Conrad Ferdinand Meyers Lebendige Gestalt (1937)
- Lebensbildnis Pestalozzis (1939)
- Frührot der Mysteriendichtung (1940)
- Geistige Heimat (1941)
- Krisis, Katharsis, Therapie im Geistesleben der Gegenwart (1944)
- Vorhut des Geistes (1945)
- Wiedergeburt der schönen Wissenschaften (1946)
- Mysterienflug (1948)
- Geist-Erkenntnis – Gottes-Liebe (1949)
- Zu den Farbfenstern des Goetheanum (1953)
- Brennende Probleme (1956)
- Dichtung als Weg zur Einweihung (1960)

## Magyarul
- A szövetség megújítása. Regény; ford. Lengyel Gerő Lidy; Bizalom, Budapest, 1930
- A szövetség megújítása. Regény; ford. Lengyel Gerő Lidy; Verlag für Schöne Wissenschaften, Dornach–Stuttgart–Budapest, 1931
- Steffen Albert válogatott versei; ford. Devecseri Gábor; Officina, Budapest, 1943 (Officina könyvtár)
- Pestalozzi. Színjáték; ford. Hárs Ernő; s.n., Budapest, 1968
- Sorssaru és szellemsisak; vál., ford. Hendi Ilma; Idahegyi, Genf–Budapest, 2022